# La Règle du jeu (X-Files)
La Règle du jeu (Hell Money) est le 19e épisode de la saison 3 de la série télévisée X-Files. Dans cet épisode, Mulder et Scully enquêtent sur un jeu mortel dans la communauté chinoise de San Francisco.
L'épisode, qui mêle trois idées différentes rassemblées en une seule histoire et ne comporte aucun élément paranormal, a obtenu des critiques mitigées.

## Résumé
Dans le Chinatown de San Francisco, un immigrant chinois est enlevé par trois individus masqués qui le font brûler vif dans un crématorium. Mulder et Scully enquêtent sur ce meurtre, le troisième de l'année survenu à Chinatown dans des circonstances similaires, qui laisse croire à l'implication de fantômes. Ils sont guidés dans la communauté chinoise par l'inspecteur sino-américain Glen Chao. Dans l'appartement de la victime, ils découvrent des taches de sang sous une moquette très récemment installée. Lors de l'autopsie du corps, Scully découvre que son cœur a été retiré et qu'à la suite d'opérations plus anciennes, un œil et un rein ont également été enlevés.
Pendant ce temps, Hsin, un autre immigrant, s'occupe de sa fille Kim gravement malade. Pour obtenir l'argent nécessaire à ses soins, il participe à une loterie clandestine organisée par les triades chinoises où l'on peut gagner de l'argent mais aussi perdre un organe. Hsin tire un mauvais jeton, et un œil lui est enlevé. Plus tard, Chao conduit Mulder et Scully chez Hsin, qui a installé la moquette chez la victime, mais les agents se heurtent à son silence. Chao est ensuite agressé par des individus masqués. De son côté, Hsin veut quitter la loterie mais en est dissuadé par l'intimidation par le responsable du jeu. Quand Mulder et Scully viennent rendre visite à Chao, il a déjà quitté l'hôpital. Les deux agents découvrent que c'est son sang qui était sous la moquette. Ils retournent chez Hsin, qui est absent, et l'interrogatoire de Kim leur apprend l'existence de la loterie.
Hsin est encore choisi pour la loterie mais tire le jeton symbolisant le cœur. Chao, qui est payé par les triades pour éloigner les soupçons, tente de sauver la vie de Hsin et, devant le refus qui lui est opposé, révèle publiquement que le jeu est truqué. Il tire ensuite sur le responsable de la loterie juste avant que celui-ci n'opère Hsin. Mulder et Scully arrivent à ce moment sur les lieux et arrêtent Chao et le responsable de la loterie. Cependant, aucun des témoins n'acceptent de témoigner contre ce dernier. Chao, porté disparu, se réveille dans un crématorium, où il est brûlé vif.

## Distribution
- David Duchovny : Fox Mulder
- Gillian Anderson : Dana Scully
- B. D. Wong : l'inspecteur Glen Chao
- Lucy Liu : Kim Hsin
- James Hong : le responsable de la loterie
- Michael Yama : Monsieur Hsin

## Production

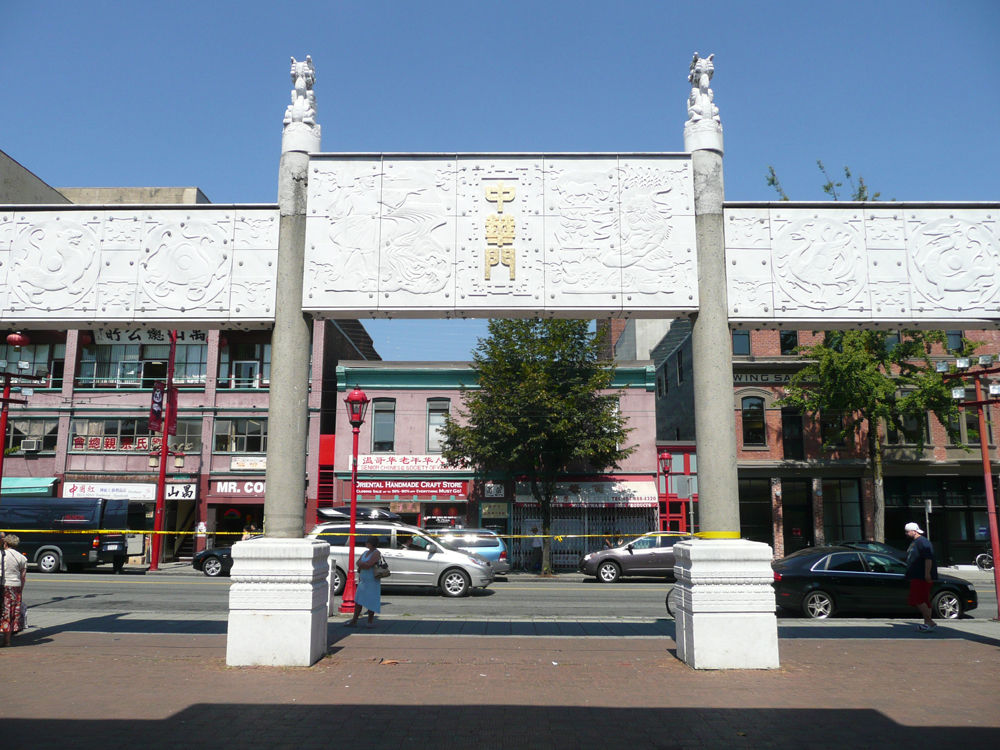
Les extérieurs de l'épisode ont été tournés dans le Chinatown de Vancouver.

Le thème de l'épisode vient à l'origine d'une idée de Chris Carter au sujet d'une vente pyramidale impliquant des organes humains. Le scénariste Jeffrey Vlaming développe de son côté deux autres idées : celui d'une loterie et celui de pauvres immigrants chinois exploités. Carter rassemble ensuite ces trois concepts en une seule histoire. C'est l'un des rares épisodes de la série dans lequel il n'y a aucun élément paranormal, ce que regrette le producteur Paul Rabwin, qui estime de plus que ni Mulder ni Scully ne semblent personnellement impliqués dans cette affaire et n'influent pas vraiment sur son déroulement.
Les extérieurs de l'épisode sont filmés dans le Chinatown de Vancouver. Les scènes de la salle de la loterie sont tournées au Wise Club de Vancouver. Un deuxième balcon est construit dans cette salle de jeu spécialement pour le tournage, balcon que les propriétaires des lieux décident de conserver. La scène où une grenouille sort du ventre d'une victime autopsiée est réalisée à l'aide d'un faux torse humain moulé sur l'acteur. Lors du gros plan, le faux torse est placé sur une table et un trou est percé dedans, permettant à la grenouille de passer par l'ouverture. Lucy Liu et Michael Yama doivent réenregistrer tous leurs dialogues en cantonais lors de la postproduction.

## Accueil

### Audiences
Lors de sa première diffusion aux États-Unis, l'épisode réalise un score de 9,9 sur l'échelle de Nielsen, avec 17 % de parts de marché, et est regardé par 14,86 millions de téléspectateurs.

### Accueil critique
L'épisode recueille des critiques mitigées dans l'ensemble. Parmi les critiques positives, le magazine Entertainment Weekly lui donne la note de A-, estimant qu'il est « magnifiquement filmé ». Dans leur livre sur la série, Robert Shearman et Lars Pearson lui donnent la note de 4/5.
Du côté des critiques mitigées, Todd VanDerWerff, du site The A.V. Club, lui donne la note de C+. John Keegan, du site Critical Myth, lui donne la note de 5/10. Paula Vitaris, de Cinefantastique, lui donne la note de 2/4, évoquant un épisode dont le thème aurait fait un bon épisode de n'importe quelle série policière mais s'intègre moins bien à X-Files, et où certains seconds rôles « ne sont pas très convaincants ».
Parmi les critiques négatives, Sarah Stegall, du site Munchkyn Zone, lui donne la note de 2/5. Le site Le Monde des Avengers lui donne la note de 1/4.